# Thanh trừng trong NKVD (1937-1938)
Thanh trừng trong nội bộ NKVD (tiếng Nga: Чистка внутри НКВД), còn được gọi là "thời kỳ Yezhov", đề cập đến các cuộc đàn áp quy mô lớn nhằm vào các nhân viên Bộ Dân ủy Nội vụ (NKVD) trong thời kỳ do Nikolay Ivanovich Yezhov đứng đầu. Giai đoạn này, đặc biệt là vào các năm 1937-1938, cũng được gọi là "Đại thanh trừng"
Cuộc thanh trừng bao gồm việc sa thải, bắt giữ và xử tử các nhân viên NKVD bị nghi ngờ không trung thành hoặc có liên quan đến "kẻ thù nhân dân". Những biện pháp này trở thành một phần của chính sách đàn áp hàng loạt nhằm loại bỏ các kẻ thù thực sự và tưởng tượng nhà nước.
Tuy nhiên, đến cuối năm 1938, sau khi Yezhov bị cách chức và bị bắt, một cuộc điều tra về những tội ác đã xảy ra trong thời gian ông lãnh đạo NKVD bắt đầu. Kết quả cuộc điều tra này là sự kết án của những nhân viên đã vi phạm pháp luật và tham gia vào các cuộc đàn áp vô lý. Điều này dẫn đến việc thay thế nhân sự đáng kể trong NKVD vào các năm 1938-1939.

## Nguyên nhân

### Cạnh tranh giữa các thế hệ
Nhà sử học Mikhail Voslensky liên kết cuộc thanh trừng nhân sự trong NKVD với cuộc đấu tranh giành quyền lực giữa hai thế hệ trong tầng lớp lãnh đạo Liên Xô. Voslensky phân chia hai nhóm chính trong Đảng Cộng sản Bolshevik (VKP(b)): "nhóm Lenin" và "nhóm Stalin". Nhóm đầu tiên bao gồm các nhà hoạt động đảng có kinh nghiệm từ trước Cách mạng, những người đã giữ các vị trí của mình từ thời Lenin, trong khi nhóm thứ hai gồm những người được Stalin chọn lựa cá nhân trong thập niên 1920 vì lòng trung thành.
Theo quan điểm của Voslensky, đến giữa những năm 1930, nhóm của Stalin đã củng cố vị thế một cách đáng kể, nhưng vẫn còn nhiều người thuộc nhóm Lenin trong giới lãnh đạo đảng, dẫn đến việc cạnh tranh gay gắt giữa các thế hệ. Các cuộc thanh trừng từ năm 1936 đến 1938 nhằm loại bỏ những người thuộc nhóm Lenin khỏi ban lãnh đạo Liên Xô, bao gồm cả NKVD, qua đó cho phép Stalin củng cố quyền lực và bao quanh mình bằng những nhân sự trung thành.

### Cạnh tranh giữa các phe phái
Một cách tiếp cận khác được nhà sử học Leonid Naumov đưa ra, cho rằng nguyên nhân cuộc thanh trừng không phải là chính sách có chủ ý của Stalin, mà là kết quả cuộc đấu tranh tự phát giữa các phe phái khác nhau trong chính NKVD. Bên trong Bộ Dân ủy Nội vụ có các nhóm liên kết với các lãnh đạo và khu vực khác nhau, như "người Yagoda", "người Yezhov", "người Ukraine", "người Bắc Kavkaz", "người Turkestan" và những nhóm khác.
Naumov khẳng định rằng kết quả cuộc đấu tranh giữa các phe phái này là việc hủy diệt lẫn nhau và sự thăng tiến của những nhân sự mới, những người có "lý lịch sạch" — không liên quan đến các vụ bê bối trước đó và ít bị ảnh hưởng bởi các thông tin bất lợi. Điều này cho phép đổi mới thành phần nhân sự NKVD và củng cố kiểm soát, không phải chủ yếu do kế hoạch của Stalin mà là qua cuộc đấu tranh giữa các phe phái trong nội bộ NKVD.

## Ảnh hưởng bổ nhiệm Ủy viên Nhân dân
Việc thay đổi các lãnh đạo Bộ Dân ủy Nội vụ (NKVD) và những điều chỉnh nhân sự liên quan đã trở thành cơ chế then chốt dẫn đến những thay đổi trong cấu trúc và chính sách tổ chức này. Có thể chia quá trình này thành ba đợt chính, mỗi đợt đều gắn liền với việc bổ nhiệm một vị tân lãnh đạo.

### Đợt thứ nhất
Đợt thay đổi đầu tiên bắt đầu với việc bổ nhiệm Genrikh Yagoda làm Ủy viên Nhân dân vào ngày 10 tháng 7 năm 1934. Mặc dù Yagoda thực chất đã điều hành NKVD từ trước, nhưng việc bổ nhiệm chính thức này đã giúp ông củng cố quyền lực của mình. Trong giai đoạn này, không có những cuộc thanh trừng hàng loạt, nhưng Yagoda bắt đầu đưa những người thân cận của mình vào các vị trí quan trọng, tạo dựng mạng lưới nhân sự trung thành với ông.

### Đợt thứ hai
Đợt thay đổi thứ hai bắt đầu khi Nikolai Yezhov được bổ nhiệm làm Ủy viên Nhân dân vào ngày 26 tháng 9 năm 1936. Yezhov, sau khi nhận chức, đã khởi xướng các cuộc thanh trừng hàng loạt trong NKVD, loại bỏ những người được Yagoda bổ nhiệm và thay thế bằng những người trung thành với mình. Dưới lý do đấu tranh chống lại các "kẻ âm mưu", bị cáo buộc liên quan đến vụ ám sát Sergey Kirov năm 1934, Yezhov đã tổ chức các cuộc đàn áp quy mô lớn trong nội bộ NKVD.
Nhà sử học Leonid Naumov ghi nhận rằng trong số những người đầu tiên thuộc "phe Yezhov" có những nhân vật như Mikhail Litvin (người tự sát năm 1938), Isaac Shapiro, Vasily Tsesarsky, và Semyon Zhukovsky. Yezhov dựa vào sự hỗ trợ từ các nhân sự thuộc nhóm "Bắc Kavkaz" và "Turkestan", điều này đã giúp ông giữ được sự ủng hộ ở những khu vực này, nơi các cuộc thanh trừng diễn ra ít nghiêm trọng hơn.
Một số người từng được Yagoda thăng chức, chẳng hạn như Mikhail Frinovsky và Yakov Agranov, đã nhanh chóng thích nghi với tình hình mới và "chuyển phe" sang ủng hộ Yezhov, cho phép họ giữ được chức vụ của mình.

### Đợt thứ ba
Đợt thay đổi nhân sự cuối cùng bắt đầu khi Lavrentiy Beria được bổ nhiệm làm Ủy viên Nhân dân vào ngày 25 tháng 11 năm 1938. Trong giai đoạn này, quy mô các cuộc khủng bố nhà nước đã giảm đáng kể, và NKVD bắt đầu loại bỏ những người tham gia tích cực vào cuộc Đại thanh trừng, những người được Yezhov bổ nhiệm. Nhiều trong số họ, bao gồm Mikhail Frinovsky và Yefim Yevdokimov, đã bị đàn áp.
Beria, với mục tiêu củng cố vị thế của mình, đã dựa vào các đồng nghiệp cũ từ Gruzia, điều này dẫn đến việc tăng tỷ lệ người Gruzia trong ban lãnh đạo NKVD từ 3,33% vào ngày 1 tháng 9 năm 1938 lên 6,98% vào ngày 1 tháng 1 năm 1940. Trong số những người đầu tiên thuộc "phe Beria" có Bogdan Kobulov và em trai của ông là Amazasp Kobulov, Sergey Goglidze, Alexander Rapava, Vsevolod Merkulov, và Vladimir Dekanozov. Tất cả những người này sau đó đều bị xử tử sau khi Beria thất thế.

## Cơ sở pháp lý điều tra, 1938-1939
Cơ sở pháp lý các cuộc điều tra trong giai đoạn 1938–1939 đã được thay đổi đáng kể để phản ứng lại các cuộc đàn áp trong "thời kỳ Yezhov". Những thay đổi này được đưa ra nhằm khôi phục tính hợp pháp và chấm dứt các cuộc đàn áp hàng loạt đã lan rộng khắp Liên Xô trong những năm trước đó.
Nghị quyết Hội đồng Dân ủy Liên Xô và Ban Chấp hành Trung ương Đảng Cộng sản Bolshevik ngày 17 tháng 11 năm 1938:
- Nghị quyết này đã chấm dứt việc bắt giữ và trục xuất hàng loạt, một đặc trưng "thời kỳ Yezhov". Nó cũng chấm dứt hoạt động các "bộ tam" — các cơ quan ngoài hiến pháp, thường xuyên xét xử nhanh chóng các vụ án "kẻ thù nhân dân" và tuyên án, thường là án tử hình.
- Quyền giám sát viện kiểm sát đối với cơ quan điều tra NKVD được khôi phục, nhằm đảm bảo rằng các cuộc điều tra được tiến hành một cách công bằng và hợp pháp hơn.

Lệnh số 00762 ngày 26 tháng 11 năm 1938:
- Lệnh này, do tân Ủy viên Nhân dân Lavrentiy Beria ký, đã bãi bỏ bảy tài liệu và thông tư nội bộ NKVD ban hành vào năm 1937 và năm văn bản ban hành vào năm 1938.
- Các quy định chính của lệnh này bao gồm:

- Chấm dứt tất cả các chiến dịch bắt giữ hàng loạt và tiến hành điều tra chỉ theo từng trường hợp cụ thể.
- Việc bắt giữ chỉ được thực hiện dựa trên quyết định có lý do rõ ràng và tuân theo Bộ luật Tố tụng Hình sự, với yêu cầu buộc tội hoặc thả người bị tình nghi trong vòng 48 giờ.
- Các vụ án phải được xét xử tại tòa án, không được chuyển đến Hội đồng Đặc biệt NKVD, ngoại trừ các trường hợp đặc biệt.

Ngày 9 tháng 11 năm 1939, một lệnh được ban hành "Về những thiếu sót trong công tác điều tra cơ quan NKVD", yêu cầu phóng thích tất cả những người bị bắt giữ trái phép. Lệnh này cũng đặt ra trách nhiệm đối với các vi phạm về quy trình tố tụng hình sự và việc lập hồ sơ điều tra không đúng cách. Kết quả của những thay đổi này là trong năm 1939, khoảng 330.000 người đã được phóng thích.
Một cuộc điều tra được mở ra để truy cứu trách nhiệm của các nhân viên NKVD có tội trong việc vi phạm pháp luật và tổ chức các hành vi trái pháp luật. Điều này dẫn đến các cuộc thanh trừng nhân sự hàng loạt trong nội bộ NKVD, đồng thời có những tác động chính trị và xã hội. Kết quả những cuộc điều tra này là một số lượng lớn nhân viên NKVD bị truy tố, bao gồm cả các cựu Ủy viên Nhân dân Genrikh Yagoda và Nikolai Yezhov, những người đã bị xử tử vì tội gián điệp, ngụy tạo các vụ án và các tội danh khác.
Những thay đổi pháp lý và nhân sự này là nỗ lực nhằm phục hồi một phần hệ thống sau "thời kỳ Yezhov" và khôi phục ít nhất là một mức độ hợp pháp tối thiểu trong công tác các cơ quan thanh trừng.

## Cơ chế thanh trừng
Cơ chế thanh trừng nhân viên NKVD trong giai đoạn 1938–1939 là một quá trình phức tạp và đa tầng, nhằm loại bỏ các thành viên lực lượng an ninh cũ liên quan đến Nikolai Yezhov và thay thế họ bằng những cán bộ mới trung thành với Lavrentiy Beria và đồng minh của mình. Quá trình này bao gồm việc điều chuyển, bắt giữ và thậm chí thanh trừng một số nhân vật chủ chốt bằng các phương pháp bí mật.
Cuộc thanh trừng trong NKVD đi kèm với việc điều chuyển nhân sự trên quy mô lớn. Các nhân viên bị nghi ngờ hoặc có khả năng trở thành nạn nhân các cuộc đàn áp thường được chuyển đến những vị trí kém quan trọng hoặc xa xôi trước khi bị bắt giữ. Ví dụ, Mikhail Frinovsky đã được điều chuyển sang vị trí Ủy viên Nhân dân Bộ Dân ủy Hải quân Liên Xô, còn Leonid Zakovsky được bổ nhiệm làm người đứng đầu công trình thủy điện Kuybyshev. Những cuộc điều chuyển này cho phép loại bỏ những nhân vật liên quan đến Yezhov với ít hậu quả nhất cho hoạt động NKVD.
Việc bãi nhiệm Nikolai Yezhov là một chiến dịch được chuẩn bị kỹ lưỡng, cho phép Stalin và đồng minh loại bỏ một trong những người quyền lực nhất thời bấy giờ mà không tạo ra mâu thuẫn rõ ràng. Yezhov đã được bổ nhiệm làm Ủy viên Nhân dân Bộ Dân ủy Vận tải Thủy Liên Xô và vào ngày 23 tháng 11 năm 1938, ông từ chức Ủy viên Nhân dân Bộ Dân ủy Nội vụ với lý do sức khỏe yếu. Tuy nhiên, ông chỉ bị bắt giữ vài tháng sau đó, vào tháng 4 năm 1939.
Trong khi Yezhov dần mất đi ảnh hưởng, Beria, từ Gruzia được điều chuyển đến Moskva, đã nhanh chóng củng cố quyền lực của mình. Vào tháng 8 năm 1938, ông trở thành Phó Ủy viên Nhân dân thứ nhất Bộ Dân ủy Nội vụ, sau đó nắm quyền kiểm soát Cục I NKVD và trở thành lãnh đạo Tổng cục An ninh Nhà nước NKVD (GUGB). Đến ngày 25 tháng 11 năm 1938, Beria trở thành Ủy viên Nhân dân Bộ Dân ủy Nội vụ Liên Xô, đánh dấu sự thắng lợi hoàn toàn của ông trước bộ máy Yezhov.
Nhiều nhân viên NKVD liên quan đến Yezhov không chỉ bị điều chuyển mà còn bị bắt giữ và thanh trừng. Ví dụ, cựu Ủy viên Nhân dân Bộ Dân ủy Nội vụ Ukraina Xô, Vsevolod Balitsky, đã được điều chuyển đến Viễn Đông, nơi ông sau đó bị bắt giữ và thanh trừng. Phó của Balitsky, Isai Leplevsky, cũng bị thanh trừng sau khi bị bắt.
Các cuộc thanh trừng không chỉ diễn ra trong bộ máy trung ương mà còn ở các cơ quan địa phương NKVD. Việc điều chuyển các cán bộ lãnh đạo từ vùng này sang vùng khác nhằm phá vỡ các "phe phái" đã hình thành và ngăn chặn sự hình thành các mối quan hệ bền chặt trong nội bộ NKVD. Ở các địa phương, thường có những người lãnh đạo mới được bổ nhiệm, nhưng họ cũng sớm trở thành nạn nhân các cuộc đàn áp.

### Cục Ngoại vụ và các vụ giết hại bí mật
Cuộc thanh trừng cũng ảnh hưởng đến Cục Ngoại vụ (INO) NKVD, cơ quan phụ trách tình báo ở nước ngoài. Việc thanh trừng ban lãnh đạo INO thường được thực hiện bí mật, không qua xét xử, để tránh gây hoảng loạn và đào tẩu hàng loạt trong lực lượng tình báo nước ngoài. Ví dụ, Cục trưởng INO NKVD Abram Slutsky bị ám sát trong văn phòng Tổng cục trưởng Tổng cục An ninh Nhà nước NKVD, Mikhail Frinovsky. Nhiều điệp viên, nhận thấy quy mô các cuộc thanh trừng, đã quyết định ở lại phương Tây, trở thành "người không trở về".
Những quá trình này cho thấy một cuộc khủng hoảng sâu sắc trong nội bộ NKVD, khi các nhân viên tiêu diệt lẫn nhau trong cuộc đấu tranh sinh tồn và thể hiện sự trung thành với ban lãnh đạo mới. Các cuộc đàn áp, ban đầu nhằm vào kẻ thù nhà nước, cuối cùng đã biến thành cuộc thanh trừng hàng loạt trong chính hệ thống đàn áp.

## Quy mô
Quy mô cuộc thanh trừng trong NKVD từ năm 1936 đến năm 1939 là vô cùng lớn, ảnh hưởng đến cả các nhân viên cấp thấp lẫn ban lãnh đạo cao cấp của cơ quan an ninh nhà nước.
Tính đến ngày 1 tháng 3 năm 1937, lực lượng an ninh nhà nước có khoảng 25.000 nhân viên. Tuy nhiên, trong cuộc thanh trừng từ ngày 1 tháng 10 năm 1936 đến ngày 15 tháng 8 năm 1938, có 2.273 nhân viên an ninh bị bắt giữ, trong đó 1.862 người bị buộc tội "phản cách mạng". Điều này cho thấy gần như cứ mười nhân viên NKVD thì có một người bị điều tra hoặc bị thanh trừng trong các cuộc đàn áp.
Năm 1939, thêm 937 nhân viên NKVD bị sa thải. Việc sa thải này thường diễn ra trước các vụ bắt giữ và đàn áp tiếp theo, làm gia tăng bầu không khí sợ hãi và nghi kỵ trong tổ chức.
Trong số 322 lãnh đạo NKVD các nước cộng hòa, các đơn vị NKVD ở các khu vực và tỉnh thành, cũng như các đơn vị trong cơ quan trung ương, những người giữ vị trí từ tháng 7 năm 1934 đến tháng 9 năm 1938, có 241 người bị bắt giữ, chiếm gần 75% tổng số. Con số này nhấn mạnh mức độ mà cuộc đàn áp đã tác động đến đỉnh cao NKVD, hầu như hoàn toàn thay đổi đội ngũ lãnh đạo.
Trong số 37 người mang hàm ủy viên an ninh quốc gia vào năm 1935, đến cuối cuộc thanh trừng, chỉ còn lại hai người sống sót. Điều này cho thấy mức độ tiêu diệt tuyệt đối cuộc thanh trừng trong đội ngũ lãnh đạo NKVD, thậm chí những người từng được coi là tinh hoa lực lượng cũng không tránh khỏi.
Như vậy, cuộc thanh trừng trong NKVD là một trong những giai đoạn tàn bạo và phá hoại nhất Đại thanh trừng, trong đó chính hệ thống đàn áp lại trở thành nạn nhân các phương pháp của chính mình. Những sự kiện này cho thấy sự bất ổn và nghi ngờ của Stalin và những người xung quanh ông có thể dẫn đến việc tiêu diệt một phần lớn những người đã được giao nhiệm vụ bảo vệ nhà nước Liên Xô khỏi kẻ thù bên trong và bên ngoài.

## Thời kỳ Yezhov
"Thời kỳ Yezhov" là một trong những trang đen tối và bi thảm nhất trong lịch sử Liên Xô, khi tên tuổi của ông gắn liền với thời kỳ đàn áp hàng loạt.
Nikolai Yezhov bắt đầu sự nghiệp như một cán bộ Đảng. Từ giữa những năm 1920, Yezhov đã nắm giữ nhiều vị trí khác nhau trong các cơ cấu Đảng và Nhà nước, dần dần leo lên nấc thang sự nghiệp. Sự thăng tiến nhanh chóng được giải thích bằng sự trung thành tuyệt đối với Stalin và sự sẵn sàng thực hiện những nhiệm vụ khắc nghiệt nhất.
Ngày 26 tháng 9 năm 1936, Yezhov được bổ nhiệm làm Ủy viên Nhân dân Bộ Dân ủy Nội vụ, thay thế cho Genrikh Yagoda. Quyết định này được đưa ra trong bối cảnh phiên tòa thứ nhất tại Moskva, trong đó Yagoda đóng vai trò quan trọng với tư cách là lãnh đạo NKVD. Việc bổ nhiệm Yezhov đánh dấu sự bắt đầu thời kỳ đàn áp hàng loạt, ảnh hưởng đến mọi tầng lớp trong xã hội Xô viết, bao gồm cả giới tinh hoa Đảng, giới trí thức, quân đội và người dân thường.
Dưới sự lãnh đạo của Yezhov, đã có các phiên tòa thứ hai và thứ ba tại Moskva, cũng như "Vụ án Quân sự", trong đó nhiều chỉ huy quân sự cấp cao đã bị đàn áp. Yezhov đóng vai trò then chốt trong việc tổ chức hàng loạt vụ bắt giữ, trục xuất và xử bắn, tạo nên giai đoạn được biết đến là "Yezhovshchina". Trong giai đoạn này, hàng trăm nghìn người đã bị đàn áp, bao gồm 2.273 nhân viên NKVD.
Dù đã thành công trong việc "thanh lọc" Đảng và Nhà nước, sự nghiệp Yezhov kết thúc cũng nhanh chóng như khi nó bắt đầu. Cuối năm 1938, sau khi Lavrentiy Beria thay thế ông làm Ủy viên Nhân dân Bộ Dân ủy Nội vụ, Yezhov dần mất đi sự tin tưởng từ Stalin. Tháng 4 năm 1939, ông bị bắt và bị buộc tội tổ chức âm mưu chống lại chính quyền Xô viết và làm gián điệp cho các cơ quan tình báo nước ngoài.
Tháng 2 năm 1940, Yezhov bị kết án tử hình và bị xử bắn. Điều đáng chú ý là một trong những người buộc tội ông tại phiên tòa thứ ba ở Moscow chính là đồng chí cũ của ông, Genrikh Yagoda, người cũng đã bị xử tử trước đó. Số phận của Yezhov là minh chứng cho việc các cuộc thanh trừng dưới thời Stalin không tha thứ bất cứ ai, ngay cả những người trực tiếp tổ chức chúng.
Vì vậy, Yezhov không chỉ là công cụ của sự đàn áp mà còn là nạn nhân của nó, điều này thể hiện rõ sự tàn bạo và tính bất ngờ chế độ Stalin.

## Thay đổi nhân sự quản lý
Sự thay đổi lãnh đạo trong NKVD trong giai đoạn thanh trừng hàng loạt từ năm 1937 đến 1938 được tổ chức theo chiến lược và đi kèm với các chiến thuật tàn bạo nhằm đàn áp và "đánh lừa cảnh giác" các nhân viên. Điều này diễn ra trong bối cảnh cuộc đấu tranh không ngừng về quyền lực và ảnh hưởng trong hệ thống Stalin, nơi mọi người đều có thể trở thành nạn nhân các cuộc thanh trừng, không phân biệt cấp bậc và thành tích.
Năm 1935, các chức danh đặc biệt cao cấp "ủy viên an ninh nhà nước" được giới thiệu, tuy nhiên trong số 37 cán bộ nhận chức danh này, chỉ còn hai người sống sót đến năm 1941. Đồng thời, với việc bắt đầu các cuộc bắt giữ hàng loạt vào mùa hè năm 1937, các nhân viên NKVD được trao các huân chương, bao gồm Huân chương Lenin, tạo ra ảo tưởng về sự tin cậy và ổn định. Chiến dịch này đi kèm với những lời ca ngợi đối với các nhân viên an ninh và chính bản thân Nikolai Yezhov, điều này cũng làm gia tăng bầu không khí an toàn giả tạo.
Nhiều nhân viên cấp cao NKVD đã bị bắt giữ và xử án dưới lý do được thăng chức hoặc được gọi đến Moskva để thực hiện các nhiệm vụ quan trọng. Trong số đó có các nhân vật như:
- Yakov Agranov — một trong những "cánh tay phải" của Yagoda, tham gia tổ chức "con tàu triết học".
- Pavel Bulanov — người được Yagoda thăng chức.
- Teodors Eihmans và Leonid Zakovsky — các nhân vật chính trong việc tiến hành "vụ án 'Mùa xuân'".
- Karl Pauker — trưởng phòng 1 GUGB, lãnh đạo đội cận vệ bảo vệ Stalin, người bất ngờ bị tuyên bố là gián điệp Đức và bị xử bắn trong phiên tòa Moscow thứ ba.
- Matvei Berman — trưởng ban xây dựng kênh Moscow-Volga.

Những nhân viên NKVD này, những người đã tích cực tham gia vào các cuộc thanh trừng hàng loạt, đã trở thành nạn nhân các cuộc thanh trừng, điều này nhấn mạnh sự tàn nhẫn và không thể đoán trước của sự khủng bố Stalin.
Các cuộc thanh trừng cũng đi kèm với nhiều cái chết bí ẩn và tự sát trong số các nhân viên NKVD:
- Solomon Samoilovich Mazo — Giám đốc NKVD khu vực Kharkov, đã tự bắn vào ngày 4 tháng 7 năm 1937.
- Vladimir Mikhailovich Kursky — Phó Ủy viên Nhân dân Bộ Dân ủy Nội vụ, đã tự bắn vào ngày 8 tháng 7 năm 1937.
- Abram Aronovich Slutsky — Cục trưởng Cục An ninh Nhà nước NKVD, qua đời trong hoàn cảnh bí ẩn tại văn phòng vào tháng 2 năm 1938.
- Vasily Abramovich Karutsky — Giám đốc NKVD khu vực Moscow, đã tự bắn vào ngày 13 tháng 5 năm 1938.

Những cái chết này, cũng như các cuộc bắt giữ, đã trở thành một phần quá trình thanh lọc NKVD khỏi các yếu tố "không đáng tin cậy", điều này nhằm tăng cường nỗi sợ hãi và sự hoang mang trong số các nhân viên còn lại.
Nhiều nhân viên cấp cao, những người đã tham gia tổ chức các phiên tòa lớn và các cuộc thanh trừng, cuối cùng đã tự trở thành bị cáo. Ví dụ, tổ chức "Vụ án Shakhty" Yefim Yevdokimov đã thừa nhận trong các cuộc thẩm vấn về việc hợp tác với các cơ quan tình báo nước ngoài sau các cuộc tra tấn hệ thống. Tương tự, các cáo buộc trong các phiên tòa trước đó, như Osadchy và Shein, sau đó cũng trở thành các bị cáo.
Sự sụp đổ các nhân vật chủ chốt, như Mikhail Frinovsky, cánh tay phải của Yezhov, bị bắt giữ và xử án theo lệnh của Lavrenty Beria, cho thấy các cơ chế khủng bố đã nhắm vào chính các tổ chức viên các cuộc thanh trừng.

## Những thay đổi trong thành phần của NKVD trong cuộc thanh trừng
Trong thời kỳ Đại Khủng Bố (1937-1938), đã có những thay đổi đáng kể trong lực lượng nhân sự NKVD, nhằm thay thế các cán bộ cũ bằng những người mới, trung thành hơn với chế độ Stalin và không có kinh nghiệm trước cách mạng hoặc liên kết với các nhóm chính trị khác.
Những người Bolshevik có thâm niên trước cách mạng đã bị loại bỏ, tỷ lệ trong NKVD giảm từ 20,83% vào năm 1934 xuống còn 4% vào ngày 1 tháng 9 năm 1938. Họ được thay thế bởi những người mới, được tuyển dụng theo "Lời kêu gọi Lenin" (1925-1928), với tỷ lệ trong NKVD tăng từ 1% lên 66%, và trong số những người gia nhập đảng vào năm 1929-1932, từ 0% lên 38%. Tỷ lệ những người sinh trước năm 1895 giảm từ 56,25% xuống còn 4,95%, trong khi tỷ lệ nhân viên sinh từ năm 1901-1905 tăng từ 6,25% lên 46,15%, và những người sinh từ năm 1906-1910 tăng từ 0% lên 29,12%.
Những người có quá khứ phi cộng sản (cựu đảng viên Cách mạng Xã hội chủ nghĩa, Menshevik, vô chính phủ, v.v.) gần như biến mất khỏi NKVD: tỷ lệ của họ giảm từ 31,25% vào ngày 1 tháng 7 năm 1934 xuống còn 0,65% vào ngày 1 tháng 7 năm 1938. Người duy nhất trong NKVD có quá khứ phi cộng sản là Lavrenty Beria, người từng liên kết với đảng dân tộc chủ nghĩa Azerbaijan Musavat khi còn trẻ.
Tỷ lệ công nhân trong NKVD tăng từ 23,96% lên 28,67%, trong khi tỷ lệ nông dân tăng từ 17,71% lên 30%. Trong khi đó, tỷ lệ viên chức giảm từ 25% xuống còn 18%, và tỷ lệ các cựu địa chủ, thương nhân, doanh nhân nhỏ và thợ thủ công giảm từ 28,13% xuống còn 12%. Tổng tỷ lệ công nhân và nông dân trong lãnh đạo NKVD tăng từ 42% vào năm 1934 lên 60% vào ngày 1 tháng 9 năm 1938 và lên 80% vào năm 1939.
Tỷ lệ người Nga trong NKVD tăng từ 31,25% lên 56,67%, trong khi người Ukraina từ 5,21% lên 6,67% (đến ngày 1 tháng 7 năm 1939 lên 12,42%). Tỷ lệ người Do Thái giảm mạnh từ 38,54% xuống còn 21,33%, và đến ngày 1 tháng 7 năm 1939 chỉ còn 3,92%. Tỷ lệ người Latvia và Ba Lan cũng giảm mạnh: Latvia từ 7,29% xuống còn 0%, Ba Lan từ 4,17% xuống còn 0,67% (đến ngày 1 tháng 7 năm 1939 xuống còn 0%). Với việc Beria được bổ nhiệm, tỷ lệ người Gruzia trong NKVD tăng từ 3,33% vào ngày 1 tháng 9 năm 1938 lên 6,98% vào ngày 1 tháng 1 năm 1940. Tất cả những người Nga gốc Đức đã bị loại bỏ khỏi NKVD.
Năm 1934, 40,63% nhân viên NKVD chỉ có trình độ học vấn cơ bản; đến ngày 1 tháng 9 năm 1938, tỷ lệ này tăng lên 42,67%. Sau khi khủng bố kết thúc, số lượng nhân viên chỉ có trình độ học vấn cơ bản giảm xuống còn 19,23% vào ngày 26 tháng 2 năm 1941, và tỷ lệ người có trình độ đại học tăng từ 10% lên 34,07% trong cùng thời kỳ.
Năm 1934, khoảng 5-6% nhân viên NKVD có thời thơ ấu không ổn định (bị đuổi học, gia đình không đầy đủ, lang thang, v.v.). Đến năm 1937, tỷ lệ này tăng lên 8%, đến năm 1938 là 12,7%. Sau khi kết thúc làn sóng khủng bố chính vào năm 1940, tỷ lệ này giảm xuống còn 6%.
Những thay đổi này cho thấy các cuộc thanh trừng hàng loạt và đàn áp trong NKVD không chỉ đi kèm với việc tiêu diệt về mặt thể xác các nhân sự cũ, mà còn là sự thay đổi căn bản trong thành phần và tính chất của các nhân viên, đảm bảo củng cố chế độ độc tài Stalin.

## Những người từ chối thực hiện
Các trường hợp từ chối thực hiện các mệnh lệnh về đàn áp nhân viên NKVD và tham gia vào các hoạt động này cực kỳ hiếm và thường kết thúc một cách bi thảm cho những người từ chối. Tuy nhiên, có một vài trường hợp được biết đến:
- Pyotr Fyodorovich Kolomiets – Phó Cục trưởng Cục Đặc biệt GUGB NKVD thuộc Quân khu Siberia. Vào tháng 12 năm 1937, ông đã gửi thư cho Yezhov yêu cầu điều tra những vi phạm trong các vụ án liên quan đến các vụ bắt giữ và xử bắn hàng loạt quân nhân. Sau khi người lính canh gác Legalev bị xử bắn với cáo buộc sai trái, Kolomiets đã công khai bày tỏ sự không hài lòng và từ chối chịu trách nhiệm về hành động của bộ phận mình. Vì điều này, ông đã bị bắt, tra tấn và bị kết án 20 năm tù lao động. Tuy nhiên, vào năm 1940, ông được phục hồi danh dự.
- Sadovsky – một nhân viên trẻ thuộd ban điều hành Siblaga, được huy động vào NKVD trong thời kỳ khủng bố. Ông đã viết một lá thư cho Stalin, trong đó bày tỏ sự phản đối đối với việc tra tấn và ngụy tạo trong các vụ án. Vì điều này, ông đã bị bắt ngay lập tức, bị tra tấn và bị xử bắn vào năm 1938.
- Sayar Aglyamovich Aukhadeyev – một nhân viên NKVD ở Cộng hòa Tatar Xô, người đã từ chối tham gia vào các vụ xử bắn. Sếp của ông, Yakov Yakovlevich Vevers, đã bắt giữ ông với tội danh "tuyên truyền chống Liên Xô". Aukhadeyev bị kết án năm năm tù giam, nhưng vụ án của ông đã bị hủy bỏ vào năm 1939.
- Mirzakhan  Seyfullin – Phó trưởng bộ phận NKVD huyện Blagoveshchensk thuộc vùng Altai. Theo lời đồng nghiệp, ông không đồng ý với các phương pháp bắt giữ và điều tra được áp dụng trong thời kỳ đó. Để phản đối, ông đã tự bắn vào mùa xuân năm 1938.
- Dimitri Shchekin – Trưởng bộ phận NKVD tỉnh Kursk. Vào tháng 8 năm 1938, ông đã tự sát. Trước đó, ông đã đến thăm các gia đình bị bắt giữ và uống rượu cùng họ, điều này có thể cho thấy sự phẫn nộ nội tâm của ông đối với các cuộc đàn áp đang diễn ra.
- Gudnev – Trợ lý điều tra Cục Quản lý tỉnh Voronezh thuộc NKVD. Vào tháng 9 năm 1937, ông đã thả bốn người bị bắt vì tội kích động và cùng họ bỏ trốn mà không có sự cho phép của cấp trên. Trước khi bỏ trốn, ông đã hủy bỏ các vụ án mà theo đó, những người bị bắt có thể bị xử bắn.